# Українське (Вовчанська міська громада)
Украї́нське — село в Україні, у Вовчанській міській громаді Чугуївського району Харківської області. Населення становить 290 осіб. До 2020 орган місцевого самоврядування — Пільнянська сільська рада.

## Географія
Село Українське знаходиться на правому березі річки Пільна, вище за течією розташовується село Шевченкове, нижче — на відстані 1 км село Лосівка, на протилежному березі — село Пільна. Село витягнуто вздовж річки на 5 км, біля села невеликий лісовий масив.

## Історія
Під час організованого радянською владою Голодомору 1932—1933 років помер щонайменше 221 житель села.
12 червня 2020 року, відповідно до Розпорядження Кабінету Міністрів України  № 725-р «Про визначення адміністративних центрів та затвердження територій територіальних громад Харківської області», увійшло до складу Вовчанської міської громади.
19 липня 2020 року, в результаті адміністративно-територіальної реформи та ліквідації Вовчанського району, село увійшло до складу Чугуївського району.

## Відомі уродженці
- Тройченков Леонід Леонідович — радянський військовик, учасник афганської війни. Посмертно нагороджений орденом Червоної зірки.